# 轩辕增卅
轩辕增卅、轩辕增三十或獅子座35，又名BD+24 2207，HD 89010、SAO 81260、HR 4030，是獅子座的一颗恒星，视星等为5.97，位于銀經210.07，銀緯54.94，其B1900.0坐标为赤經10h 11m 0.1s，赤緯+24° 54.94′ 1″。